# Antoine Digonet
 (mai 2019).
Si vous disposez d'ouvrages ou d'articles de référence ou si vous connaissez des sites web de qualité traitant du thème abordé ici, merci de compléter l'article en donnant les références utiles à sa vérifiabilité et en les liant à la section « Notes et références ».
Antoine Digonet, né le 23 janvier 1763 à Crest dans la Drôme et mort le 17 mars 1811 à Modène en Italie, est un général français de la Révolution et de l’Empire.

## Biographie

### Du simple soldat au général de brigade
Il participe en tant que soldat à la guerre d'Amérique, au sein de l'armée du général Rochambeau. Promu successivement caporal, sergent et sergent-major dans le 39e de ligne, il assiste au siège d'York où il est blessé à la jambe droite. Rentré en France, il est nommé adjudant-major au 2e bataillon des Landes en octobre 1792, et passe en 1793 à l'armée des Pyrénées orientales. Il se distingue lors de l'enlèvement du camp de Mandaris, occupé par l'armée espagnole, sous le commandement du marquis de Saint-Simon. La Bidassoa, Fontarabie, Saint-Sébastien sont également témoins de sa valeur. 
Nommé commandant le 1er mai 1793, il est appelé à commander le 4e bataillon des Landes, avec lequel il prend en l'an II, une part active à tous les combats qui obligent les Espagnols à abandonner les positions d'Altobiscar. Blessé au bras droit le 5 février 1794, il devient général de brigade le 14 avril et sert en cette qualité dans la division Marbot. Il guide l'avant-garde au combat où 13 000 Espagnols sont battus par 4 000 Français, et assiste en l'an III, à la bataille d'Yursum.

### Service en Vendée, sur le Rhin et en Italie
Dès que la paix a été signée avec l'Espagne, Digonet reçoit l'ordre de se rendre à l'armée de la Vendée, où il fait la campagne de l'an III à l'an IV. Dans le cours de cette campagne, il bat Charette près de Saint-Fulgent et l'oblige à fuir avec les débris de sa bande. C'est à la suite de cette déroute que Charette tombe entre les mains du général Travot. Digonet obtient le même succès contre Stofflet qui, lui-même, tombe quelque temps après au pouvoir du général Mesnage. Hoche, parvenu à pacifier les départements de la Vendée, de l'Orne, de la Manche et du Calvados, fait grand éloge de Digonet dans le rapport qu'il adresse au Comité de salut public.
Pendant les ans V et VI, il commande les départements de la Charente-Inférieure et des Deux-Sèvres. Lorsque les Chouans] reprennent les armes en l'an VII, il s'avance contre le général Bourmont, qui s'est emparé du Mans, et le force à évacuer cette ville. Poursuivant les rebelles, il bat dans le département de la Sarthe un autre de leurs chefs, le contraint à prendre la fuite et se rend maître de l'artillerie qu'ils ont enlevée au Mans. Appelé à l'armée du Rhin commandée par Moreau, il prend part à la bataille d'Engen, à celle de Maestricht et à l'affaire de Biberach.
Après avoir franchi le col du Saint-Gothard à la tête de l'avant-garde de l'armée destinée à envahir l'Italie, il commande une brigade dans la division Lapoype lorsque ce général se porte sur Marengo. En l'an IX, il sert sous les ordres de Brune, général en chef de l'armée d'Italie, et chasse les Autrichiens du Val Camonica, de la Valteline et du comté de Borméo. Membre de la Légion d'honneur le 16 octobre 1803, il est fait commandant de l'ordre le 14 juin 1804.

### Fin de carrière
Le général Digonet sert encore en Italie et en Allemagne jusqu'en 1810, époque à laquelle il quitte la carrière des armes.